# Härlig är vår jord
"Härlig är vår jord" är en svensk poplåt från 1969 skriven av Ivan Renliden. Anni-Frid Lyngstad framförde den i Melodifestivalen 1969 där den slutade på femte plats med åtta poäng. Den dirigerades av Renliden.
Lyngstad släppte låten som singel 1969 med "Räkna de lyckliga stunderna blott" som B-sida. Den tog sig in på Svensktoppens åttonde plats den 27 april 1969 och stannade en vecka på listan. Den tog sig inte in på Svenska singellistan.
Renliden spelade in låten 1976 för sitt album Ivan Renliden spelar piano. Lyngstads version finns också utgiven på flera samlingsalbum, både hennes egna men också dylika av blandade artister.

## Låtlista
Sida A
1. "Härlig är vår jord" (Ivan Renliden)

Sida B
1. "Räkna de lyckliga stunderna blott" (Jules Sylvain, Karl-Ewert)